# Sønderhaver Wald

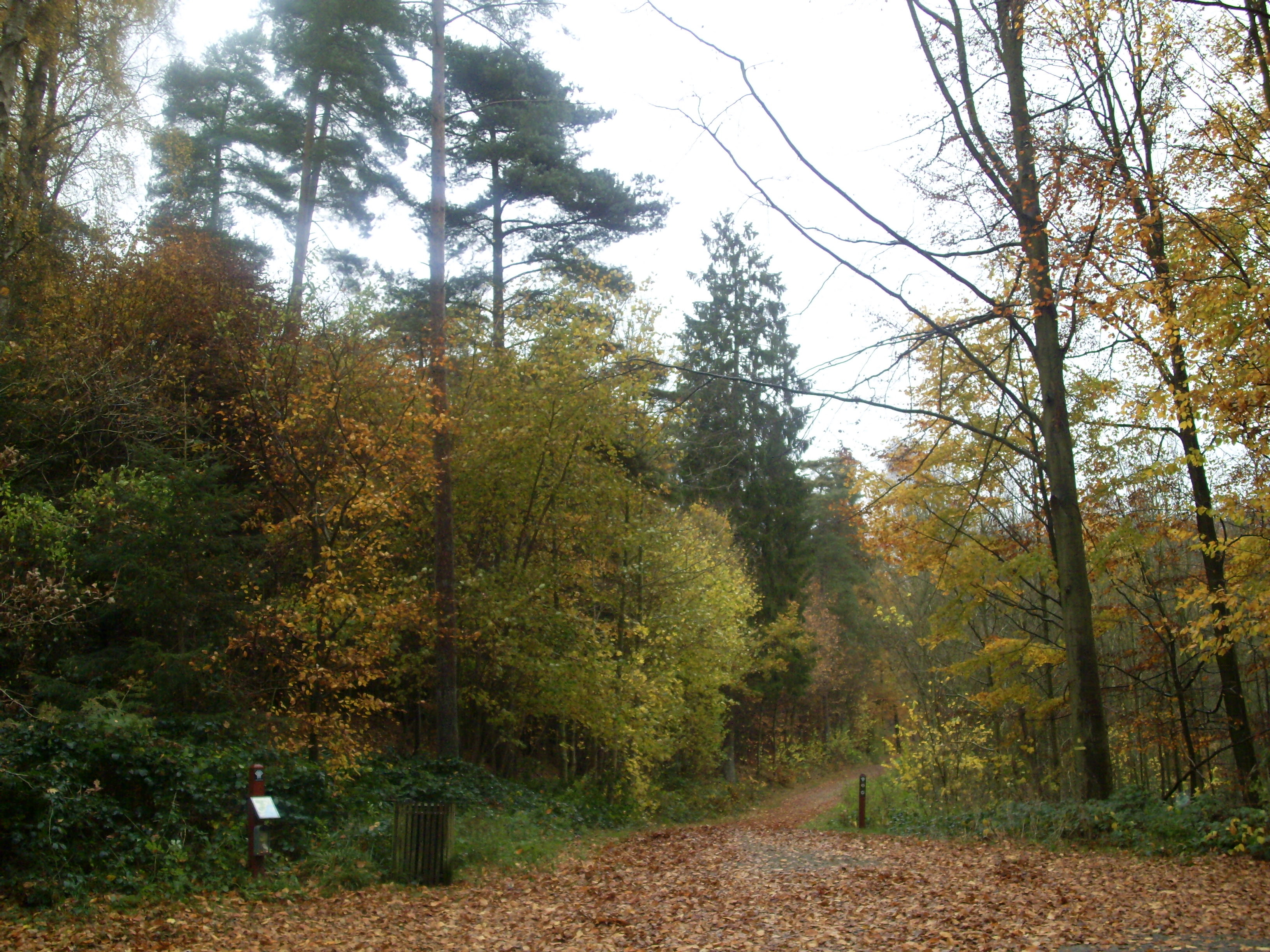
Zugang zum Hosnap Wald

Der Sønderhaver Wald besteht aus den beiden großen Waldflächen Kelstrup Fredksov und Hosnap Skov sowie mehreren kleineren Flächen und befindet sich in Nähe der dänischen Gemeinde Sønderhav an der Flensburger Förde (dänisch: Flensborg Fjord). Die insgesamt 250 Hektar Wald befinden sich überwiegend in staatlichem Besitz. Sie fallen unter den Zuständigkeitsbereich des dänischen Staatsforstbezirk Gråsten.

## Geschichte

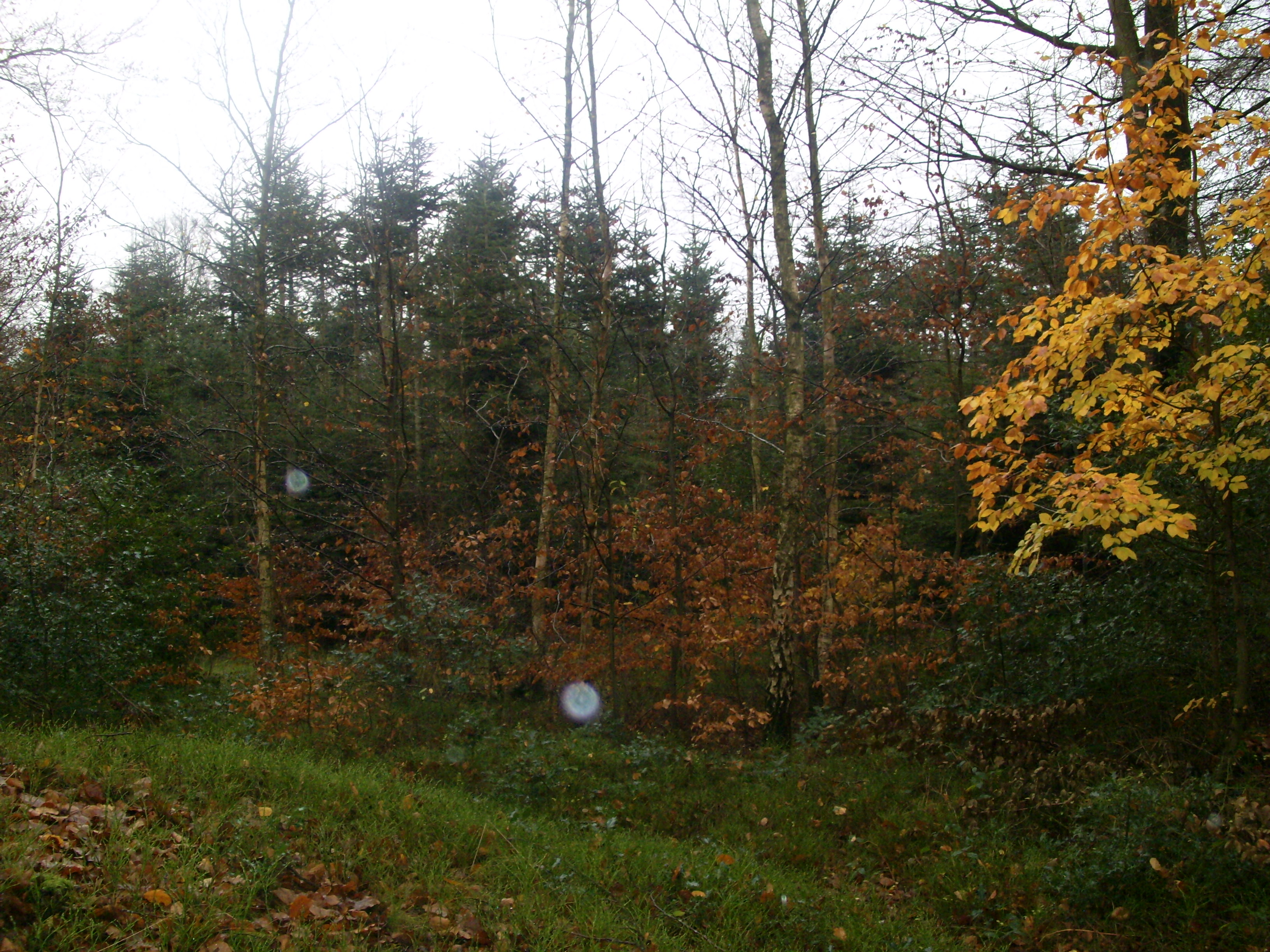
Herbstliche Impression im Sonderhaver Forst.

Die heute an der Flensburger Förde vorkommenden Wälder in Dänemark sind Reste der großen Waldflächen, die in frühester Vorzeit den gesamten Landesteil bedeckten. Nach umfangreichen Rodungen im Spätmittelalter, unter anderem zur Nutzung des Holzes als Energielieferant und Baumaterial, wurden die großen Waldflächen weitestgehend zerstört und übrig blieben die heute bekannten kleinen Parzellen. Adel und Kirche begannen, sich Anteile am Wald zu sichern, um ihn so vor der vollständigen Vernichtung zu bewahren. Der dänische König wiederum erließ 1241 ein Gesetz, welches den Bauern erlaubte, den Wald für die Allgemeinheit zu nutzen. So wurden die Flächen zwar langfristig als Wald gesichert, doch konnte sich die Natur nur schwer erholen und entwickeln. Die Bauern schlugen weiter massiv Holz ein und ließen ihre Haustiere im Wald weiden; was zur Folge hatte, dass kleine Pflanzen und Samen gefressen wurden.
1770 wurde ein Gesetz zur Flurbereinigung durch den dänischen Staat verabschiedet, was die Aufforstung und Einzäunung der Waldflächen vorsah. Die Nutzung als Weide wurde verboten und der Holzeinschlag begrenzt.
Der Sønderhaver Wald befindet sich seit 1850 im staatlichen Besitz und die zu ihm gehörigen Flächen stehen unter Naturschutz.

## Bewirtschaftung
Für die Bewirtschaftung sind ein Förster sowie eine Rotte Waldarbeiter zuständig. Diese sind beim dänischen Staat angestellt.

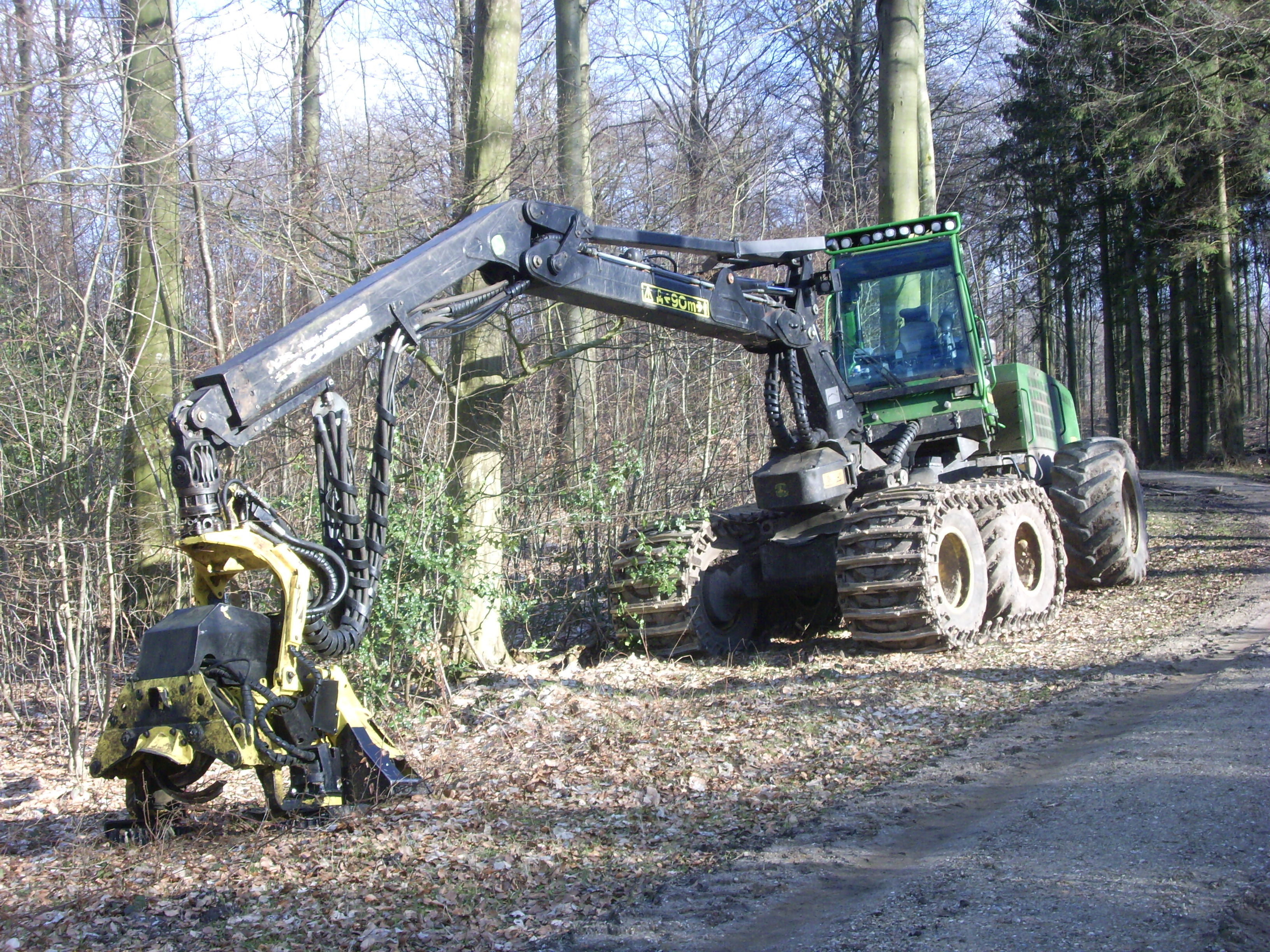
Für Durchforstungsmaßnahmen werden auch Harvester im Sønderhaver Wald eingesetzt.

## Beschreibung

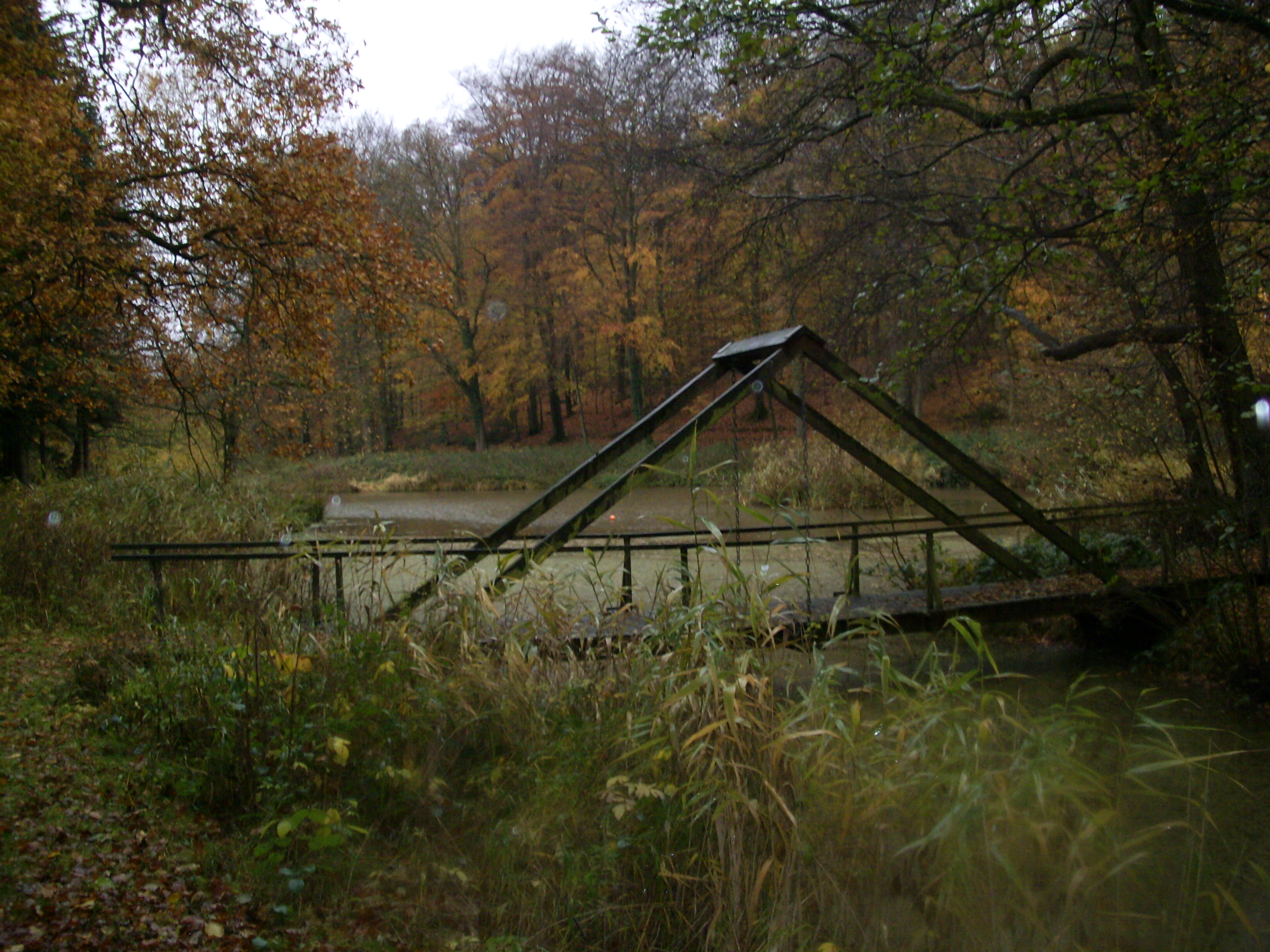
Der Springdom vom Wanderweg aus gesehen.

In den Mischwäldern um Sonderhav findet man Buchen und Eichen als Hauptbaumarten sowie Ahorn und auch Fichten, Weiß-Tanne sowie vereinzelt Waldkiefer.
Mit knapp 40 m über dem Meeresspiegel wird der höchste Punkt der Forstflächen erreicht, von wo aus das Gelände stark in Richtung der Flensburger Förde abfällt. Es fließen mehrere Bäche, unter anderem der Skelbaek, einer der saubersten Jütlands. Das Wildvorkommen schließt Rehe, Hasen und Füchse mit ein, aber auch den Dachs sowie Brandgänse.
Der Springdom ist einer von drei Teichen im Gebiet um Sonderhav, der Karpfen führt und im Hosnap Skov liegt. Um das Jahr 1550 sollen ihn Mönche nach Dänemark gebracht haben.
In dem Waldgebiet befinden sich ferner etwa 30 Rundolmen und Dolmen, die unter Naturschutz gestellt wurden.

## Erholungsraum
Die Waldflächen verfügen über ein ausgeprägtes und gut ausgebautes Wegenetz. Teilweise wurde die Waldwege mit einer neuen Schicht Kies ausgebessert und sind Behindertengerecht angelegt worden.

## Die alte Eiche
In der östlichen Hälfte des Kelstrup Fredskov befindet sich die sogenannte Alte Eiche, deren Alter auf etwa 300 Jahre geschätzt wird. Während eines Sturm im Jahre 1967 wurde sie stark beschädigt, im Wald fielen außerdem viele alte Buchen der Naturgewalt zum Opfer.

## Literatur/ Quellen

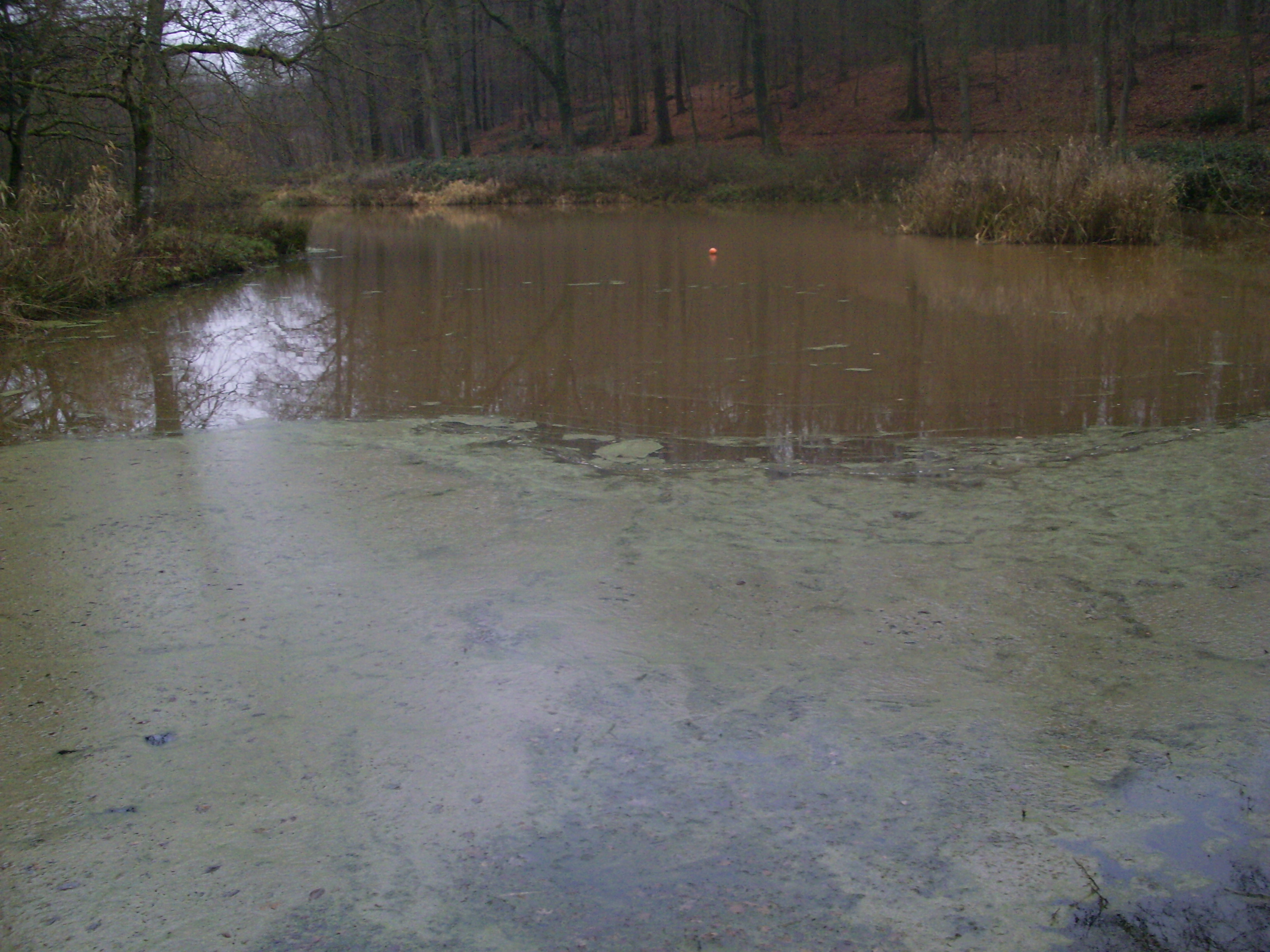
Karpfenteich im Sonderhaver Forst.